# Heiner Dudene
Heiner Dudene (* 21. Januar 1930 in Gelnhausen; † 20. Februar 2020) war ein deutscher Politiker (SPD) und Abgeordneter des Hessischen Landtags.

## Ausbildung und Beruf
Heiner Dudene absolvierte nach der Volks- und Realschule eine Lehre als Maschinenschlosser. 1955 bis 1972 arbeitete er hauptamtlich beim Deutschen Gewerkschaftsbund zunächst als Jugend- und Angestelltensekretär, dann als Kreisvorsitzender des DGB in Gießen und Hanau. 1968 bis 1972 war er stellvertretender Vorsitzender des DGB Hessen.
Heiner Dudene war verheiratet und hatte zwei Kinder.

## Politik
Heiner Dudene war seit 1953 Mitglied der SPD. Drei Jahre lang war er zweiter Vorsitzender des SPD-Bezirks Hessen-Süd und seit 1972 der erste Landesgeschäftsführer der hessischen SPD (die Funktion wurde neu geschaffen). Von Juni 1976 bis September 1979 amtierte Heiner Dudene als Bürgermeister der Großgemeinde Brachttal (Vogelsberg).
Er war Mitglied des Kreistags Gießen, des Kreistags Gelnhausen und später des Kreistags des Main-Kinzig-Kreises. Von 1. Dezember 1970 bis zum 5. Juni 1976 gehörte er dem Hessischen Landtag an.

## Sonstige Ämter
Heiner Dudene arbeitete ehrenamtlich im Verwaltungsausschuss des Landesarbeitsamtes Hessen, in der Vertreterversammlung der Landesversicherungsanstalt Hessen und im Landesverband der Ortskrankenkassen. Er war Vorstandsvorsitzender der AOK Gelnhausen.